# Luspejaure (Arjeplogs socken, Lappland, 736728-161425)
Luspejaure är en sjö i Arjeplogs kommun i Lappland och ingår i Piteälvens huvudavrinningsområde. Sjön har en area på 0,413 kvadratkilometer och ligger 539 meter över havet.

## Delavrinningsområde
Luspejaure ingår i det delavrinningsområde (736649-161394) som SMHI kallar för Mynnar i 737040-161425. Medelhöjden är 593 meter över havet och ytan är 8,46 kvadratkilometer. Det finns inga avrinningsområden uppströms utan avrinningsområdet är högsta punkten. Vattendraget som avvattnar avrinningsområdet har biflödesordning 3, vilket innebär att vattnet flödar genom totalt 3 vattendrag innan det når havet efter 220 kilometer. Avrinningsområdet består mestadels av skog (80 procent) och sankmarker (14 procent). Avrinningsområdet har 0,41 kvadratkilometer vattenytor vilket ger det en sjöprocent på 4,9 procent.